# Shāhīdar
Shāhīdar (persiska: شاهيدر, Shāyer, شایر) är en ort i Iran.   Den ligger i provinsen Kurdistan, i den nordvästra delen av landet, 400 km väster om huvudstaden Teheran. Shāhīdar ligger 1 594 meter över havet och antalet invånare är 433.
Terrängen runt Shāhīdar är kuperad. Runt Shāhīdar är det ganska tätbefolkat, med 60 invånare per kvadratkilometer. Närmaste större samhälle är Shūyesheh, 17,2 km sydost om Shāhīdar. Trakten runt Shāhīdar består i huvudsak av gräsmarker.